# Karol Borsuk
Karol Borsuk, poljski matematik, * 8. maj 1905, Varšava, Privislinski kraj, Ruski imperij (sedaj Poljska), † 24. januar 1982, Varšava, Ljudska republika Poljska (sedaj Poljska).
Borsuk se je največ ukvarjal s topologijo in dosegel pomembne rezultate na področju funkcionalne analize.
Uvedel je teorijo absolutnih retraktov (AR) in retraktov z absolutno sosesko (ANR), ter grupe kohomotopije, kasneje poimenovane Borsuk-Sponierove grupe kohomotopije. Uvedel je tudi teorijo oblik. Skonstruiral je več lepih primerov topoloških prostorov, na primer aciklični trirazsežni kontinuum, ki dovoljuje negibno točko, prosto homeomorfizma nase, in tudi dvorazsežne kontraktilne poliedre, ki so brez prostih robov. Njegove topološke in geometrijske domneve in teme so spodbujale raziskave več kot pol stoletja, še posebej so njegovi odprti problemi spodbujali področje neskončnorazsežne topologije.
Borsuk je opravil magisterij in doktorat na Univerzi v Varšavi leta 1927 in 1930. Njegov doktorski mentor je bil Stefan Mazurkiewicz. Borsuk je bil od leta 1951 član Poljske akademije znanosti. Med njegovimi študenti so: Samuel Eilenberg, Włodzimierz Holsztyński, Jan Jaworowski, Krystyna Kuperberg, Włodzimierz Kuperberg, Hanna Patkowska in Andrzej Trybulec.

## Dela
- Geometria analityczna w n wymiarach (1950) (prevod v angleščino kot Multidimensional Analytic Geometry, Polish Scientific Publishers, 1969)
- Podstawy geometrii (1955)
- Foundations of Geometry (1960) z Wando Szmielewo, North Holland publisher[4]
- Theory of Retracts (1967), PWN, Varšava.
- Theory of Shape (1975)
- Collected papers vol. I, (1983), PWN, Varšava.